# Monferran-Savès
Monferran-Savès település Franciaországban, Gers megyében. Lakosainak száma 802 fő (2022. január 1.). Monferran-Savès Razengues, Clermont-Savès, Escornebœuf, Frégouville, Gimont, Giscaro, L’Isle-Jourdain és Marestaing községekkel határos.

## Népesség
A település népességének változása:
| Lakosok száma | 644  | 642  | 617  | 693  | 756  | 785  | 803  | 811  | 825  | 802  |
|               | 1968 | 1982 | 1990 | 2006 | 2013 | 2015 | 2017 | 2019 | 2020 | 2022 |